# Samsung C&T Corporation
Samsung C&T (Hangul: 삼성물산) là một công ty xây dựng đa quốc gia của Hàn Quốc, trực thuộc tập đoàn Samsung.

## Khái quát
Công ty được thành lập vào năm 1938 với xuất phát điểm ban đầu là một đơn vị chuyên về kỹ thuật xây dựng của tập đoàn Samsung. Công ty đổi tên từ Samsung Corporation thành Samsung C&T Corporation (SCTC) như ngày nay vào năm 2007. Hiện nay, không chỉ phát triển mảng xây dựng, SCTC đã mở rộng sang cả một số lĩnh vực khác như thương mại, công nghệ, năng lượng và đầu tư.

## Một số công trình xây dựng & kỹ thuật tiêu biểu
- Nhà chọc trời
  - Tháp đôi Petronas Twin Towers ở Malaysia cao 452 mét (88 tầng), tòa nhà cao thứ 4 trên thế giới.
  - Taipei 101 ở Đài Bắc, Đài Loan cao 508 mét (101 tầng) và cao thứ 3 trên thế giới.
  - Burj Khalifa ở Dubai, UAE cao 828 mét (162 tầng) và là tòa tháp cao nhất thế giới.

- Nhà máy công nghiệp & điện
  - Shuweihat S2 IWPP, Baraka Tower và một nhà máy điện hạt nhân ở Abu Dhabi, UAE.
  - LNG Terminal 2nd Berth ở Singapore.
  - Qurayyah IPP ở Saudi Arabia.

- Cơ sở hạ tầng
  - Cầu Yeongjong, cầu treo ba chiều tự neo đầu tiên trên thế giới, cầu Incheon Grand, cây cầu văng dài thứ năm trên thế giới.
- Nhà ở
  - Tổ hợp chung cư Rae-mian ở Hàn Quốc - đoạt giải thưởng về chỉ số khách hàng hài lòng quốc gia (NCSI) với mức cao nhất trong vòng 14 năm liền.

## Một số lĩnh vực khác
- Năng lượng & môi trường: sản xuất điện, năng lượng sinh học.
- Tài nguyên thiên nhiên: dầu khí, dầu mỏ, than, kim loại & khoáng sản.
- Vật liệu công nghiệp: thép, hóa chất, điện tử, dệt may, vật liệu xây dựng, nhà ở.